# Sakété
Sakété é uma cidade do Departamento do Planalto do Benin. A comuna cobre uma área de 432 quilômetros quadrados, desde em 2013, tinha uma população de 114.207 pessoas.